# Papa Bento XIII
Bento XIII, O.P., nascido Pietro Francesco Orsini; (Gravina in Puglia, 2 de fevereiro de 1649 — Roma, 21 de fevereiro de 1730), foi o Papa da Igreja Católica e Soberano dos Estados Papais de 29 de maio de 1724 até a data de sua morte. Teve como parentes alguns Papas, por parte de pai: Papa Estêvão III, Papa Paulo I, Papa Celestino III e Papa Nicolau III e por parte de mãe: Papa Pio II e Papa Pio III. Foi frade dominicano com o nome de Frei Vincenzo Maria Orsini.

## Início da vida
Nasceu em Gravina in Puglia, o mais velho dos seis filhos de Ferdinando III Orsini, duque de Gravina, e Giovanna Frangipani della Tolfa, de Toritto. Membro dos Orsini de Roma, ele foi o terceiro e último membro dessa família a se tornar papa. Aos dezoito anos, ele renunciou à sua herança e entrou na Ordem Dominicana, onde recebeu o nome de "Vincenzo Maria". Ele foi ordenado ao sacerdócio em fevereiro de 1671.
Por influência de sua família, foi nomeado pelo Papa Clemente X, Cardeal-Sacerdote de São Sisto em 22 de fevereiro de 1672 (supostamente contra sua vontade). Ele também lecionou filosofia na Brescia. Mais tarde, ele foi bispo de Manfredonia, bispo de Cesena e depois arcebispo de Benevento. Depois de um terremoto em 1688 e outro em 1702, ele organizou esforços de socorro para as vítimas. Ele permaneceu amigo íntimo de um místico local, Serafina de Deus.
Bento XIII é o único papa descendente da família real portuguesa, tendo como ilustre avoengo o rei D. Dinis.

## Ascensão ao papado
Com a morte do Papa Inocêncio XIII em 1724, um conclave foi convocado para eleger um sucessor. Havia quatro divisões no Colégio dos Cardeais e não havia candidatos claros. No conclave, Orsini foi considerado um dos papabile. Orsini foi então proposto para ser eleito porque levava uma vida modesta e austera, considerada pastor. Sua falta de conhecimento político sugeria que ele seria neutro e maleável.
Orsini se recusou a ser eleito antes da votação final, explicando que ele não era digno disso. Eventualmente, ele foi persuadido a aceitar por Agostino Pipia, mestre da Ordem dos Pregadores e, em 29 de maio de 1724, Orsini foi eleito pontífice. Ele escolheu o nome real de "Bento XIII" em homenagem ao Papa Bento XI, porque ele também era da Ordem Dominicana.
Em 4 de junho de 1724, ele foi coroado por Benedetto Pamphili, o proto diácono cardeal. No dia 24 de setembro seguinte, ele tomou posse da Arquibasílica de São João de Latrão.
A princípio, ele se chamava Bento XIV, mas depois alterou o título para Bento XIII (o anterior Bento XIII foi considerado um antipapa).

## Pontificado

### Ações
Não um homem de assuntos mundanos, Bento XIII fez um esforço para manter seu estilo de vida monástico. Ele tentou acabar com o estilo de vida decadente do sacerdócio italiano e do cardinalato. Ele também aboliu a loteria em Roma e nos Estados papais, que serviu apenas para lucrar com os estados vizinhos que mantinham a loteria pública. Homem apaixonado por todo o ascetismo e celebrações religiosas, ele construiu vários hospitais, mas, segundo o cardeal Lambertini (mais tarde Papa Bento XIV) "não tinha ideia de como governar".
Em 1727, ele inaugurou a famosa Escadaria Espanhola e fundou a Universidade de Camerino.
Em 1728, a intervenção de Bento estabeleceu uma controvérsia, a respeito das relíquias de Santo Agostinho, que irrompeu em Pavia, Itália. Ele finalmente confirmou a autenticidade dos ossos de Agostinho, que havia sido descoberta em 1695 na Basílica San Pietro, em Ciel d'Oro. (Stone, Harold Samuel (2002). "Ossos de Agostinho: Uma Micro-História", pp. 90-93)
O governo dos Estados papais foi efetivamente mantido no lugar de Bento XIII pelo cardeal Niccolò Coscia, que fora secretário do papa quando ele era arcebispo de Benevento e que cometeu uma longa série de abusos financeiros em seu próprio benefício, causando a ruína do Tesouro papal. Coscia e seus associados isolaram efetivamente Bento de outros consultores. Segundo Montesquieu, "todo o dinheiro de Roma vai para Benevento... como os Beneventani direcionam a fraqueza [de Bento]".
Nas relações externas, ele lutou com João V de Portugal e os jansenistas na França.

### Beatificações e canonizações

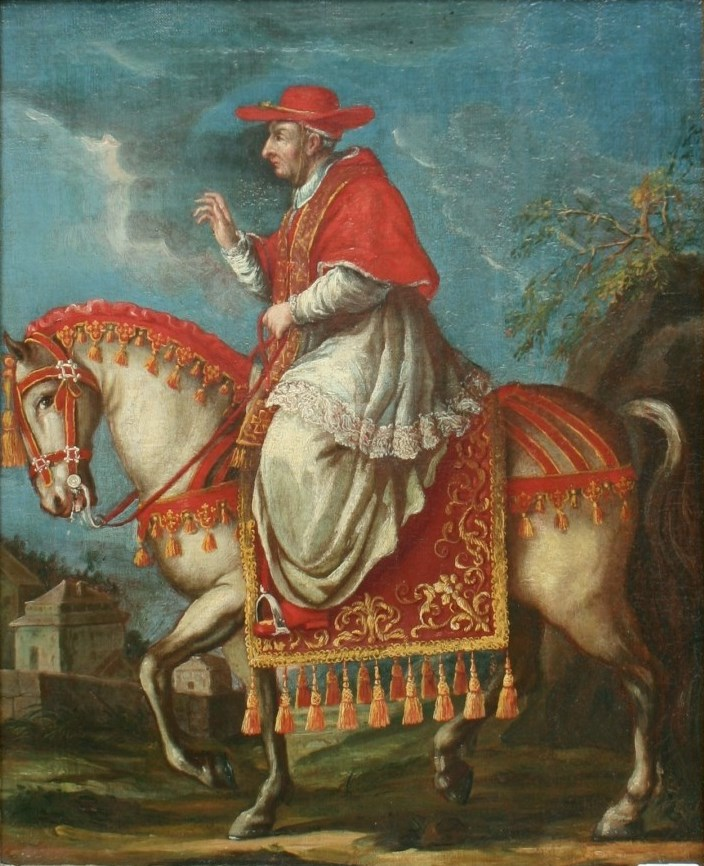
Papa Bento XIII viajando a cavalo

Bento XIII beatificou Bernardino de Feltre em 1728 e também beatificou Pedro Fourier em 20 de janeiro de 1730. Ele também beatificou Hyacintha de Mariscotti em 1 de setembro de 1726, Fiel de Sigmaringa em 24 de março de 1729, Vicente de Paulo em 13 de agosto de 1729 e John del Prado em 24 de janeiro. Maio de 1728.
Através do processo de canonização equipolenta, Bento XIII canonizou o Papa Gregório VII em 24 de maio de 1728. Conferiu santidade a Inês de Montepulciano em 1726, Luís de Gonzaga em 31 de dezembro de 1726, Boris de Kiev em 1724, Francisco Solano em 27 de março de 1726, Gleb em 1724, Tiago das Marchas e Toríbio de Mongrovejo em 10 de dezembro de 1726, João Nepomuceno em 19 de março de 1729, João da Cruz e Peregrino Laziosi em 27 de dezembro de 1726, Margarida de Cortona em 16 de maio de 1728 e Serapion de Argel em 14 de abril de 1728.

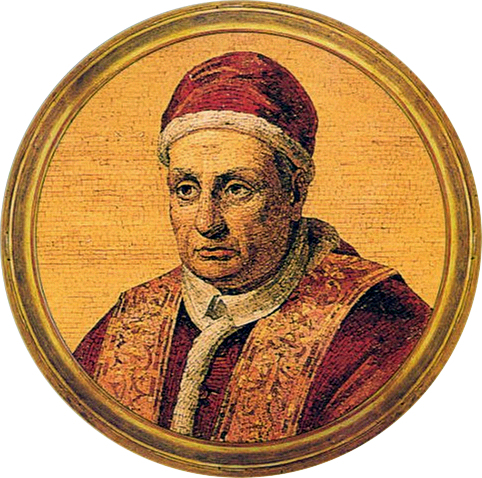
Ícone de Bento XIII na Basílica de São Paulo fora dos Muros

### Doutor da Igreja
O papa nomeou Pedro Crisólogo como Doutor da Igreja em 1729.

### Outras atividades
Bento XIII elevou 29 novos cardeais ao cardinalato em um total de 12 consistórios; um desses novos cardeais foi Prospero Lambertini, que mais tarde se tornou o Papa Bento XIV.
Bento XIII, cujas ordens foram descendentes de Scipione Rebiba, pessoalmente consagrou pelo menos 139 bispos para vários pontos importantes da Europa, incluindo alemães, franceses, ingleses e bispos do Novo Mundo. Esses bispos, por sua vez, consagraram bispos quase exclusivamente para seus respectivos países, causando a morte de outras linhagens episcopais. Como resultado, mais de 90% dos bispos atuais traçam sua linhagem episcopal através dele até o cardeal Rebiba.
Com a bula papal Pretiosus, datada de 26 de maio de 1727, Bento XIII concedeu a todos os principais institutos dominicanos e, em particular, ao Colégio Romano de São Tomás, a futura Pontifícia Universidade São Tomás de Aquino, Angelicum o direito de conferir graus acadêmicos em teologia para estudantes fora da Ordem.

## Morte e enterro
Bento XIII foi subitamente atacado por um catarro causado por sua atuação no funeral do cardeal Marco Antonio Ansidei, do qual morreu em 21 de fevereiro de 1730 aos 81 anos. Sua morte foi tornada pública ao povo no dia seguinte.
O papa era de tamanho mediano; seu semblante era suave, o nariz aquilino e ele tinha uma testa larga. Na autópsia, descobriu-se que seu coração era notavelmente grande. Suas cerimônias fúnebres foram realizadas no Vaticano, de onde ele foi removido para a Santa Maria sopra Minerva, onde foi enterrado em uma tumba concluída por Pietro Bracci e outros.
Depois da eleição papal seguinte, elevou o Papa Clemente XII ao pontificado, Clemente excomungou o vice corrupto de Bento XIII, o cardeal Niccolò Coscia. Coscia fugiu de Roma e seu castigo, mas depois foi restaurada e participou dos conclaves de 1730 e 1740.
O Papa Bento XIV diria mais tarde sobre Bento XIII: "Nós respeitosamente amamos o pontífice que apoiou sua carruagem em vez de contestar a passagem com um cartman". Naquela ocasião, Bento XIII exclamou ao seu cocheiro: "Non ci far impicci" - "Não nos envolva em brigas". Por outro lado, este comentário satírico anônimo sobre a morte de Bento XIII foi publicado no Pasquino:
"Este túmulo encerra os ossos de um pequeno frade: mais que o amante de um santo um protetor de bandidos"
Curiosidade, foi o ultimo cardeal a morrer, elevado pelo Papa Clemente X, outro caso semelhante.

## Causa da beatificação

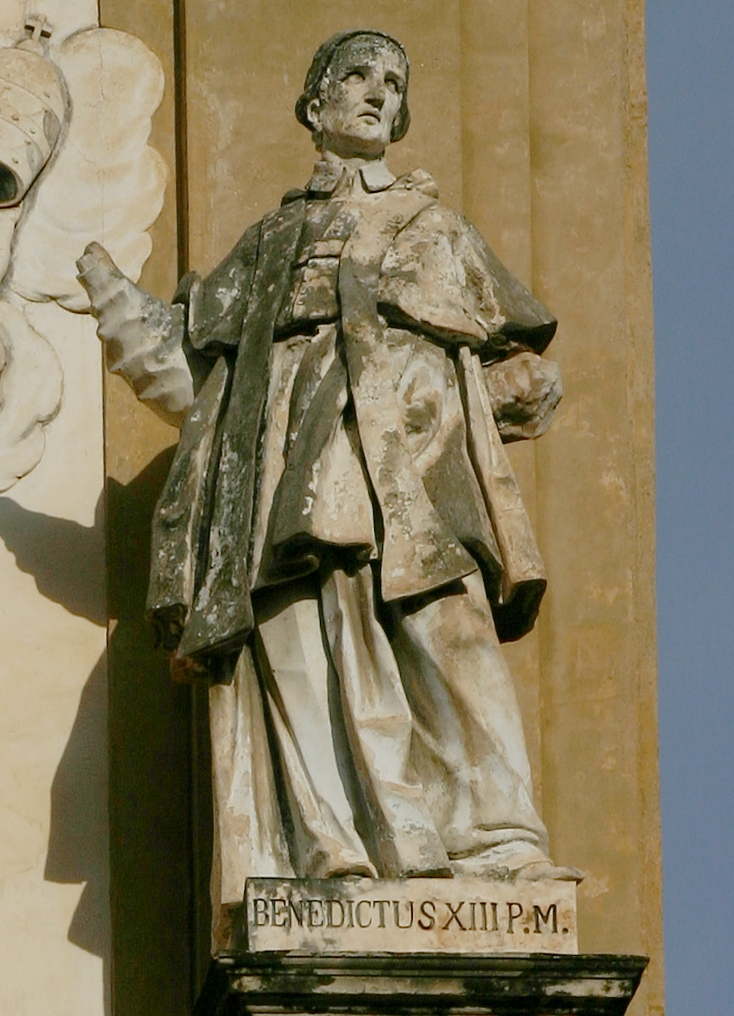
Estátua do Papa Bento XIII em Palermo

O processo de sua beatificação foi aberto em Tortona em 1755, sob o Papa Bento XIV, mas não avançou de modo algum e, portanto, foi paralisado. Em 21 de fevereiro de 1931, também em Tortona, o processo foi revitalizado, mas as supostas dúvidas sobre a moralidade do Cardeal Secretário de Estado do falecido pontífice, Niccolò Coscia, causaram seu fechamento em 1940.
O processo foi reaberto em 17 de janeiro de 2004. O processo diocesano oficial começou em Roma no início de 2012 e a abertura oficial desse processo foi realizada na Arquibasílica de São João de Latrão, presidida por Agostino Vallini. A fase diocesana do processo de beatificação foi concluída em 24 de fevereiro de 2017 na Arquibasílica de São João de Latrão, com Vallini comemorando a conclusão do inquérito. Ele agora tem o título póstumo de Servo de Deus.

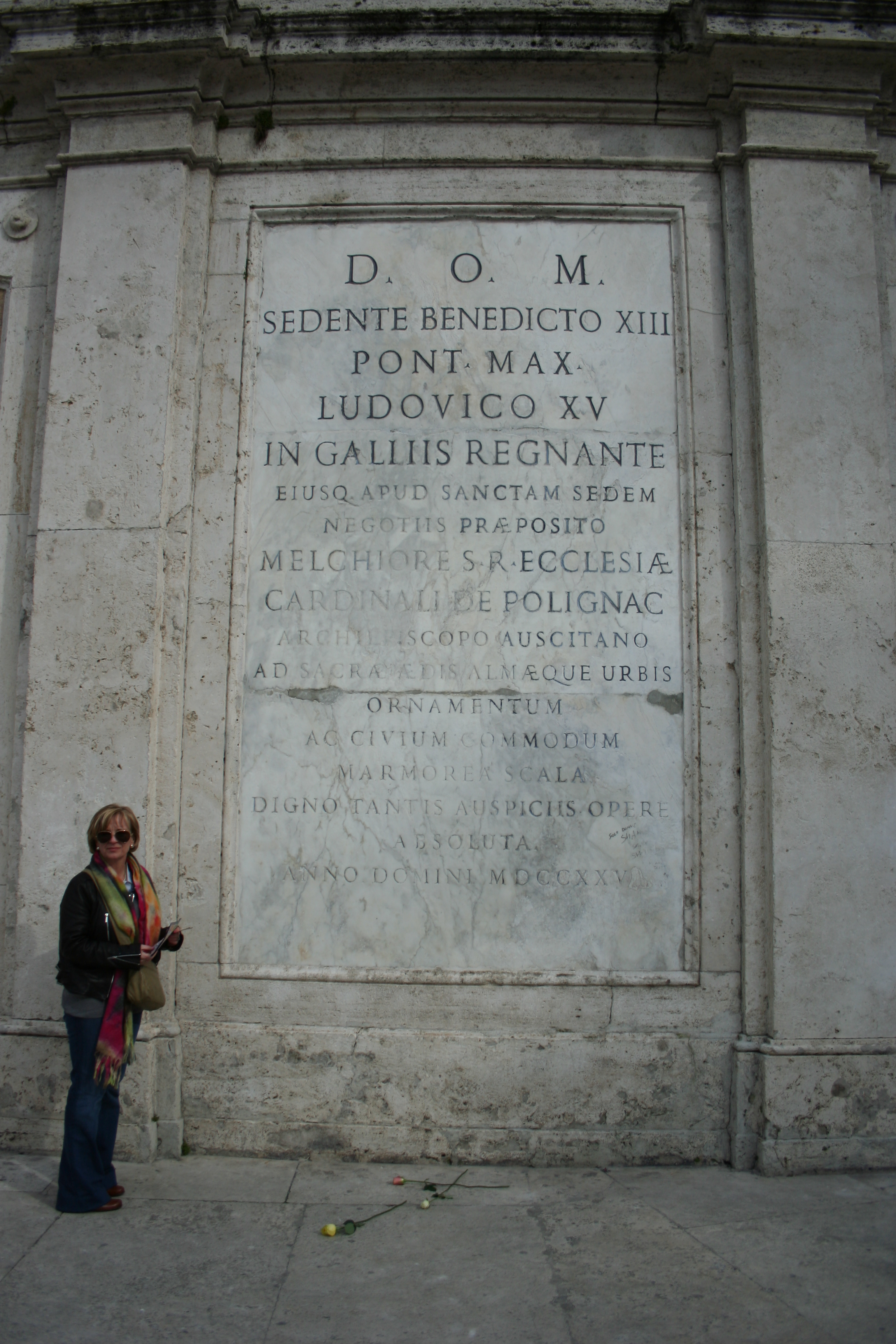
Placa de Bento XIII na Escadaria da Praça da Espanha

O atual postulador da causa é o padre dominicano Francesco Maria Ricci.